# Zalagasper
Zalagasper – słoweński zespół muzyczny założony w Mariborze w 2017, który tworzą wokalistka Zala Kralj (ur. 4 października 1999) oraz producent muzyczny i multiinstrumentalista Gašper Šantl (ur. 9 kwietnia 1996). Tworzą po słoweńsku i angielsku, łącząc indie pop i szeroko pojętą muzykę elektroniczną. Reprezentanci Słowenii w Konkursie Piosenki Eurowizji 2019. 

## Historia
Zala Kralj zaczynała od nagrywania amatorskich coverów, które następnie publikowała w mediach społecznościowych. Gašper Šantl od najmłodszych lat grał na gitarze i interesował się produkcją muzyki elektronicznej. Poznali się w 2016. Rok później nawiązali muzyczną współpracę, nagrywając wspólnie pierwszy utwór „Valovi”.
W 2019 z piosenką „Sebi” reprezentowali Słowenię w 64. Konkursie Piosenki Eurowizji w Tel Awiwie. 14 maja wystąpili z piątym numerem startowym w pierwszym półfinale konkursu i z szóstego miejsca awansowali do finału, który odbył się 18 maja. Zajęli 15. miejsce, zdobywszy 105 punktów, w tym 59 pkt od telewidzów (11. miejsce) i 46 pkt od jurorów (16. miejsce). Po finale konkursu zaczęli występować pod nazwą Zalagasper.
Są parą również w życiu prywatnym.

## Dyskografia

### Single
| Rok                                                      | Tytuł                           | Najwyższe pozycje na listach | Najwyższe pozycje na listach | Najwyższe pozycje na listach | Najwyższe pozycje na listach | Najwyższe pozycje na listach | Najwyższe pozycje na listach | Album       |
| Rok                                                      | Tytuł                           | SLO                          | CRO                          | EST                          | LTU                          | SWI                          | SWE                          | Album       |
| -------------------------------------------------------- | ------------------------------- | ---------------------------- | ---------------------------- | ---------------------------- | ---------------------------- | ---------------------------- | ---------------------------- | ----------- |
| 2017                                                     | „Valovi”                        | –                            | –                            | –                            | –                            | –                            | –                            | 4           |
| 2018                                                     | „Baloni”                        | –                            | –                            | –                            | –                            | –                            | –                            | 4           |
| 2018                                                     | „S teboi”                       | –                            | –                            | –                            | –                            | –                            | –                            | 4           |
| 2019                                                     | „Sebi”                          | 2                            | –                            | 32                           | 33                           | 77                           | –                            | 4           |
| 2019                                                     | „Come to Me”                    | –                            | –                            | –                            | –                            | –                            | –                            | 4           |
| 2019                                                     | „Signals”                       | –                            | –                            | –                            | –                            | –                            | –                            | 4           |
| 2020                                                     | „Me & My Boi”                   | –                            | –                            | –                            | –                            | –                            | –                            | 4           |
| 2020                                                     | „Box”                           | –                            | 82                           | –                            | –                            | –                            | –                            | 4           |
| 2020                                                     | „Origami”                       | –                            | –                            | –                            | –                            | –                            | –                            | Love letter |
| 2020                                                     | „Sto idej”                      | –                            | –                            | –                            | –                            | –                            | –                            | –           |
| 2021                                                     | „Xoxo”                          | –                            | –                            | –                            | –                            | –                            | –                            | Love letter |
| 2022                                                     | „Love letter”                   | –                            | –                            | –                            | –                            | –                            | –                            | Love letter |
| 2022                                                     | „Oblike oblakov”                | –                            | –                            | –                            | –                            | –                            | –                            | Love letter |
| 2022                                                     | „Carta” (gościnnie: Blackpanda) | –                            | –                            | –                            | –                            | –                            | –                            | Love letter |
| „–” oznacza, że singel nie był notowany na danej liście. |                                 |                              |                              |                              |                              |                              |                              |             |